# Sapiãos
Sapiãos es una freguesia portuguesa del concelho de Boticas, con 21,11 km² de superficie y 659 habitantes (2001). Su densidad de población es de 24,9 hab/km².